# Сардийска епархия
Сардийската епархия (на гръцки: Ιερά Μητρόπολη Σάρδεων) е титулярна епархия на Вселенската патриаршия. Диоцезът съществува от 325 година с център в град Сардис, на турски Салихли. От 1986 година титлата Митрополит на Сардис, ипертим и екзарх на цяла Лидия (Ο Σάρδεων, υπέρτιμος και έξαρχος πάσης Λυδίας) е вакантна.

## История
Сардийската епископия е основана в 325 година под почетния примат на Ефеската митрополия. В 451 година става митрополия на Вселенската патриаршия. В VII век има 26 подчинени епископии, а в Χ век - 27. След селджукската окупация на района епископиите постепенно намаляват и в XIV век не остава нито една и около 1370 година митрополията е закрита и присъединена към Филаделфийската, а епархията става титулярна.
След разгрома на Гърция в Гръцко-турската война и обмена на население между Гърция и Турция в 1922 година, на територията на епархията не остава православно население. На 13 март 1924 година митрополията е възстановена, като обхваща само Сардис и околностите. Митрополията граничи с Филаделфийската на север, изток и запад и с Илиуполската на юг.

## Митрополити
| Име                | Име            | Управление                       | Забележка                                 | Години            |
| ------------------ | -------------- | -------------------------------- | ----------------------------------------- | ----------------- |
| Нектарий Томаидис  | Νεκτάριος      | 1792 – 12 юни 1831 †             | титулярен                                 | около 1746 – 1831 |
| Варлаам Куза       | Βαρλαάμ Κούζας | 1826 – 1832 †                    | титулярен                                 | ? – 1832          |
| Мелетий            | Μελέτιος       | споменат в 1836 и 1840           | титулярен                                 |                   |
| Михаил Клеовулос   | Μιχαήλ         | 15 юли 1901 – 23 февруари 1918 † | титулярен                                 | 1848 – 1918       |
| Герман Атанасиадис | Γερμανός       | 16 март 1924 - 4 март 1945 †     | като сардийски и управляващ писидийски м. | 1885 – 1945       |
| Максим Цаусис      | Μάξιμος        | 16 юни 1946 – 30 декември 1986 † |                                           | 1914 – 1986       |